# Evaldas Šiškevičius
Evaldas Šiškevičius   (Vílnius, 30 de desembre de 1988) fou un ciclista lituà, professional des del 2011 fins al 2022. En el seu palmarès destaca la general de la Volta a l'Alentejo de 2011 i el Circuit de les Ardenes de 2015, així com algunes etapes en curses d'una setmana. El 2020 i 2021 guanyà el campionat nacional en contrarellotge.
El seu germà Paulius també es dedicà professionalment al ciclisme.

## Palmarès
- 2006
  - 1r a l'Omloop Het Volk júnior
- 2008
  - 1r als Boucles catalans
  - 1r al Gran Premi de Peymeinade
  - 1r al Gran Premi de la vila de Nogent-sur-Oise
- 2009
  - 1r al Tour del Cantó de Saint-Ciers i vencedor d'una etapa
  - Vencedor d'una etapa a la Volta a Toledo
  - Vencedor d'una etapa a la Volta a Tarragona
- 2010
  - 1r al Gran Premi del País d'Aix
  - 1r al Boucle de l'Artois i vencedor d'una etapa
- 2011
  - 1r a la Volta a l'Alentejo i vencedor d'una etapa
- 2012
  - 1r al Gran Premi del Somme
  - Vencedor d'una etapa al Tour de Bretanya
  - Vencedor d'una etapa al Tour del Llemosí
- 2015
  - 1r al Circuit de les Ardenes
  - 1r al Tour dels Aiguamolls costaners de Yancheng i vencedor d'una etapa
- 2020
  -  Campió de Liutània en contrarellotge
- 2021
  -  Campió de Liutània en contrarellotge
- 2022
  - 1r a la Volta a Estònia